# سمیرا محمدی
سمیرا محمدی جاریحانی معروف به سمیرا محمدی (زادهٔ ۲۴ خرداد ۱۳۷۱) بازیکن فوتبال اهل ایران است که در باشگاه فوتبال زنان ملوان بندرانزلی بازی می‌کند.
وی سابقهٔ حضور در تیم ملی فوتبال زنان ایران را نیز دارد.

## افتخارات
- نایب‌قهرمانی لیگ برتر فوتبال زنان همراه با تیم نجف‌آباد اصفهان
- مقام سوم لیگ برتر فوتبال زنان همراه با تیم سپاهان اصفهان
- نایب‌قهرمانی لیگ برتر فوتبال زنان همراه با تیم ملوان بندرانزلی